# مستشفى البتول للولادة
مستشفى البتول التعليمي هو مستشفى حكومي، يتألف من سبعة طوابق أنشأت عام 1980 ويقع على ضفاف نهر ديالى من الجانب الشرقي لمدينة بعقوبة في محافظة ديالى، العراق. يتبع المستشفى لوزارة الصحة العراقية.

## الردهات
- ردهة الطوارئ
- ردهة الولادة

ويشهد المستشفى أكثر من 7500 حالة ولادة سنوياً.
- ردهة الأطفال